# Päpstliches Beda-Kolleg
Das Päpstliche Beda-Kolleg (it.: Pontificio Collegio Beda) in Rom ist ein internationales Päpstliches Kolleg für englischsprachige Priester und Seminaristen. Es wurde 1852 von Papst Pius IX. (1846–1878) gegründet und trägt den Namen des Kirchenlehrers Beda Venerabilis.

## Geschichte
Ende des 18. Jahrhunderts hatten sich in England Priester und Priesteramtskandidaten der Anglikanischen Kirche zum Konvertieren zur Römisch-katholischen Kirche entschlossen und wollten die Priesterweihe der katholischen Kirche empfangen. Diese Tatsache veranlasste Pius IX., in Rom ein Päpstliches Kolleg für die Konvertiten zu gründen. 1807 wurde das Kolleg eröffnet. Die erste Namensgebung war „Collegio Ecclesiastico“, später wurde es zu „Collegio Pio“ umbenannt. Papst Leo XIII. (1878–1903) leitete für das Kolleg eine neue Periode ein und approbierte 1898 die neue Kolleg-Satzung. Er entschied, dass das Kolleg unter das Patronat des Heiligen Beda, den er zum Kirchenlehrer ernannt hatte, gestellt werden sollte und als „Päpstliches Beda-Kolleg“ betitelt wurde.
In den Jahren 1930–1940 entwickelte Rektor Monsignore Charles Duchemin einen vierjährigen Studiengang, der in englischer Sprache durchgeführt wurde. Zwischen 1939 und 1947 wurde das Kolleg nach Großbritannien evakuiert. Nach der Rückkehr bezog es ein Gebäude in der Via di S.Nicolo da Tolentino an der Piazza Barberini. Da in der Mitte der 1950er Jahre die Räumlichkeiten zu klein geworden waren, suchte man nach einer neuen Heimat. 1956 schenkte Papst Pius XII. (1939–1958) dem Kolleg aus dem vatikanischen Besitz ein Stück Land in unmittelbarer Nähe der Basilika Sankt Paul vor den Mauern. Am 20. Oktober 1960 eröffnete Papst Johannes XXIII. (1958–1963) das neue Kolleggebäude in der Viale San Paolo 18, es befindet sich auf einer exterritorialen Enklave.

## Aufnahme und Organisation
Aufnahmevoraussetzung ist ein Auswahlverfahren in der Heimatdiözese, die Bewerber werden durch ihren zuständigen Diözesanbischof oder ihrem Generalsuperior betreut und über die Studienzeit hinweg begleitet. Die Studienzeit dauert vier Jahre und umfasst neben der charakterlichen und geistlichen Bildung die Fächer Philosophie, Liturgie, Dogmatik, Moraltheologie, Homiletik, Kirchenrecht und Kirchengeschichte. Das Studium schließt mit dem Bachelor of Theology ab. Seit September 2010 besteht eine neue Zusammenarbeit mit der St. Mary’s University College Twickenham, die dort verliehen Bachelor werden vom Beda-Kolleg anerkannt. Den Studenten stehen aber auch die Päpstlichen Universitäten in Rom zur Verfügung, die jedoch nur auf den ausdrücklichen Wunsch ihres Bischofs oder Ordensoberen wahrgenommen werden können.
Derzeitiger Rektor ist Canon Philip Gillespie, er wird von einem Hochschuldekan als Studienleiter, einem Studienseelsorger, einem geistlichen Direktor, dem Verwaltungsbüro, einem Bibliothekar, einem Finanzverwalter und einem Sekretariat unterstützt.

## Beda-Vereinigung
Ehemalige Studenten, Dozenten und Angehörige des Rektorats treffen sich jährlich einmal zur Feier der Heiligen Messe und zum sozialen Kontakt. Es gibt einen Förder- und Almuniverein namens Beda Association. Diese wird durch den Präsidenten (Monsignore Roderick Strange), einen Sekretär, einen Kassierer und ein 15-köpfiges Gremium geleitet.

## Einige Persönlichkeiten
- William Giles[4] (1830–1913), 1852–1854 Seminarist und 1864 Vizerektor am vormaligen Collegio Pio, ab 1865 Vizerektor und später Rektor am Päpstliches Englisches Kolleg, 1904 Titularbischof von Philadelphia in Lydia
- Bernard Patrick Devlin (1921–2010), Bischof von Gibraltar

## San Beda Kollegs
Auf den Philippinen gibt es zwei Kollegs, die ebenfalls den Namen des Hl. Beda führen, dieses sind:
- das San Beda College[5] in Manila wurde 1901 von Benediktinern gegründet und
- das San Beda College Alabang[6] ebenfalls in Manila wurde 1972 gegründet.